# Orlando Letelier
Orlando Letelier del Solar (ur. 13 kwietnia 1932, zm. 21 września 1976) – chilijski polityk, minister spraw zagranicznych, członek Socjalistycznej Partii Chile.

## Działalność
Był członkiem rządu Chile. W 1970 został ambasadorem Chile w Stanach Zjednoczonych, mianował go lewicowy prezydent Chile Salvador Allende. W 1973 Letelier został ministrem spraw zagranicznych. 
Został zamordowany wraz ze swym asystentem w Waszyngtonie w wyniku wybuchu bomby podłożonej przez chilijskich agentów DINA 21 września 1976. Jego morderstwo skłoniło Stany Zjednoczone do wycofania poparcia dla operacji Kondor.